# Wijken en buurten in Leiden

Wijken en buurten in Leiden met buurtnummers

De Nederlandse gemeente Leiden is voor statistische doeleinden onderverdeeld in wijken en buurten. De gemeente is verdeeld in de volgende statistische wijken (op gemeentelijk niveau aangemerkt als 'districten'):

## Stadsdelen
De gemeente kent vier stadsdelen: Midden, Noord, Zuid en West.
Deze indeling wordt gebruikt door de afdeling Wijkbeheer, die verantwoordelijk is voor het beheer van de openbare ruimte.
Stadsdeel Midden beslaat district 0, 1 en 2

Stadsdeel Noord beslaat district 3 en 8, en buurt 71, 72 en 73

Stadsdeel Zuid beslaat district 4 en 5

Stadsdeel West beslaat district 6 en 9 en buurt 70 en 74

## Districten
| District no | District naam            | CBS-wijkcode | Inwonertal     | Ligging | Kaart |
| ----------- | ------------------------ | ------------ | -------------- | ------- | ----- |
| 00          | Binnenstad zuid          | 054600       | 8.521 (6.9%)   |         |       |
| 01          | Binnenstad noord         | 054601       | 15.257 (12.4%) |         |       |
| 02          | Stationsdistrict         | 054602       | 1.988 (1.6%)   |         |       |
| 03          | Leiden-Noord             | 054603       | 14.306 (11.7%) |         |       |
| 04          | Roodenburgerdistrict     | 054604       | 21.123 (17.2%) |         |       |
| 05          | Bos- en Gasthuisdistrict | 054605       | 19.985 (16.3%) |         |       |
| 06          | Morsdistrict             | 054606       | 11.299 (9.2%)  |         |       |
| 07          | Boerhaavedistrict        | 054607       | 4.422 (3.6%)   |         |       |
| 08          | Merenwijk                | 054608       | 14.422 (11.8%) |         |       |
| 09          | Stevenshof               | 054609       | 11.289 (9.2%)  |         |       |

## Buurten
Leiden kent op het moment 54 buurten.
In onderstaande tabel zijn verschillende buurten gerangschikt naar district statistiek en stadsdeel.
| CBS-buurtcode | Buurtnaam            | Inwonertal | Opp. totaal (ha) | Opp. land (ha) | Ligging                |
| ------------- | -------------------- | ---------- | ---------------- | -------------- | ---------------------- |
| BU05460000    | Pieterswijk          | 2510       | 22               | 21             | Locatie in de gemeente |
| BU05460001    | Academiewijk         | 1680       | 20               | 17             | Locatie in de gemeente |
| BU05460002    | Levendaal-West       | 1050       | 12               | 10             | Locatie in de gemeente |
| BU05460003    | Levendaal-Oost       | 2860       | 22               | 19             | Locatie in de gemeente |
| BU05460100    | De Camp              | 920        | 8                | 8              | Locatie in de gemeente |
| BU05460101    | Marewijk             | 3240       | 15               | 14             | Locatie in de gemeente |
| BU05460102    | Pancras-West         | 1080       | 9                | 9              | Locatie in de gemeente |
| BU05460103    | Pancras-Oost         | 2130       | 12               | 12             | Locatie in de gemeente |
| BU05460104    | D'Oude Morsch        | 780        | 10               | 8              | Locatie in de gemeente |
| BU05460105    | Noordvest            | 1440       | 20               | 17             | Locatie in de gemeente |
| BU05460106    | Havenwijk-Noord      | 520        | 8                | 6              | Locatie in de gemeente |
| BU05460107    | Havenwijk-Zuid       | 1820       | 21               | 16             | Locatie in de gemeente |
| BU05460108    | Molenbuurt           | 530        | 6                | 6              | Locatie in de gemeente |
| BU05460109    | De Waard             | 2050       | 38               | 34             | Locatie in de gemeente |
| BU05460200    | Stationskwartier     | 1980       | 34               | 33             | Locatie in de gemeente |
| BU05460300    | Groenoord            | 1280       | 46               | 45             | Locatie in de gemeente |
| BU05460301    | Noorderkwartier      | 5090       | 62               | 62             | Locatie in de gemeente |
| BU05460302    | De Kooi              | 6130       | 74               | 69             | Locatie in de gemeente |
| BU05460400    | Meerburg             | 2050       | 31               | 29             | Locatie in de gemeente |
| BU05460401    | Rijndijkbuurt        | 2290       | 27               | 24             | Locatie in de gemeente |
| BU05460402    | Professorenwijk-Oost | 1310       | 31               | 29             | Locatie in de gemeente |
| BU05460403    | Burgemeesterswijk    | 2000       | 29               | 28             | Locatie in de gemeente |
| BU05460404    | Professorenwijk-West | 3120       | 30               | 30             | Locatie in de gemeente |
| BU05460405    | Tuinstadwijk         | 3690       | 35               | 34             | Locatie in de gemeente |
| BU05460406    | Cronestein           | 1550       | 49               | 46             | Locatie in de gemeente |
| BU05460407    | Klein Cronestein     | 10         | 139              | 128            | Locatie in de gemeente |
| BU05460408    | Roomburg             | 1820       | 95               | 91             | Locatie in de gemeente |
| BU05460409    | Waardeiland          | 1080       | 19               | 15             | Locatie in de gemeente |
| BU05460500    | Vreewijk             | 2220       | 34               | 30             | Locatie in de gemeente |
| BU05460501    | Haagweg-Noord        | 1540       | 26               | 23             | Locatie in de gemeente |
| BU05460502    | Gasthuiswijk         | 2230       | 58               | 57             | Locatie in de gemeente |
| BU05460503    | Fortuinwijk-Noord    | 3660       | 43               | 42             | Locatie in de gemeente |
| BU05460504    | Boshuizen            | 4640       | 54               | 49             | Locatie in de gemeente |
| BU05460505    | Oostvliet            | 370        | 230              | 221            | Locatie in de gemeente |
| BU05460506    | Haagweg-Zuid         | 2980       | 40               | 39             | Locatie in de gemeente |
| BU05460507    | Fortuinwijk-Zuid     | 1760       | 50               | 48             | Locatie in de gemeente |
| BU05460600    | Transvaalbuurt       | 1820       | 21               | 18             | Locatie in de gemeente |
| BU05460601    | Lage Mors            | 4400       | 66               | 66             | Locatie in de gemeente |
| BU05460602    | Hoge Mors            | 4550       | 119              | 114            | Locatie in de gemeente |
| BU05460700    | Pesthuiswijk         | 200        | 61               | 61             | Locatie in de gemeente |
| BU05460701    | Houtkwartier         | 1390       | 54               | 51             | Locatie in de gemeente |
| BU05460702    | Raadsherenbuurt      | 900        | 47               | 47             | Locatie in de gemeente |
| BU05460703    | Vogelwijk            | 1340       | 29               | 29             | Locatie in de gemeente |
| BU05460704    | Leeuwenhoek          | 0          | 58               | 58             | Locatie in de gemeente |
| BU05460800    | Slaaghwijk           | 4620       | 49               | 49             | Locatie in de gemeente |
| BU05460801    | Zijlwijk-Zuid        | 2680       | 39               | 35             | Locatie in de gemeente |
| BU05460802    | Zijlwijk-Noord       | 2570       | 40               | 38             | Locatie in de gemeente |
| BU05460803    | Merenwijk-Centrum    | 990        | 20               | 20             | Locatie in de gemeente |
| BU05460804    | Leedewijk-Zuid       | 950        | 10               | 10             | Locatie in de gemeente |
| BU05460805    | Leedewijk-Noord      | 2820       | 41               | 40             | Locatie in de gemeente |
| BU05460900    | Schenkwijk           | 2320       | 58               | 55             | Locatie in de gemeente |
| BU05460901    | Kloosterhof          | 3030       | 42               | 36             | Locatie in de gemeente |
| BU05460902    | Dobbewijk-Noord      | 2370       | 32               | 31             | Locatie in de gemeente |
| BU05460903    | Dobbewijk-Zuid       | 4520       | 69               | 66             | Locatie in de gemeente |